# Stanisław Tomiak
Stanisław Tomiak (ur. 15 września 1894 w Wolsztynie, zm. 8 maja 1975 w Londynie) – pułkownik piechoty Wojska Polskiego, powstaniec wielkopolski, uczestnik wojny z bolszewikami i II wojny światowej.

## Życiorys
Urodził się w rodzinie Walentego i Weroniki z Masznerów. Za udział w strajku szkolnym został usunięty z wolsztyńskiego gimnazjum. Naukę kontynuował w Poznaniu, Fryburgu, Wrocławiu i Bydgoszczy. Od 13 stycznia 1915 roku brał udział w I wojnie światowej. 13 listopada 1916 roku został ciężko ranny w bitwie nad Sommą. Po wyleczeniu walczył w 6 baonie miotaczy min na froncie francuskim, włoskim i macedońskim. Następnie przydzielony został do górskiej kompanii miotaczy min na front w Serbii, Rumunii i na Kaukazie. 
5 stycznia 1919 roku włączył się aktywnie do powstania wielkopolskiego, organizując kompanię wolsztyńską i przejmując jej dowództwo. Dowodził m.in. zdobyciem dworca kolejowego w Kopanicy, gdzie powstańcy zdobyli znaczne ilości sprzętu wojskowego i wzięli ok. 20 jeńców. Pod koniec stycznia dowodził skutecznie obroną Babimostu. 12 lutego jego zgrupowanie zmuszone zostało do opuszczenia Babimostu, podczas odwrotu został ranny. Za udział w tych walkach odznaczono go Orderem Virtuti Militari V klasy i mianowano podporucznikiem Wojska Polskiego. W wojnie z bolszewikami brał udział jako dowódca kompanii w 2 Pułku Strzelców Wielkopolskich (późniejszy 56 Pułk Piechoty).
2 kwietnia 1929 roku został mianowany majorem ze starszeństwem z 1 stycznia 1929 roku i 13. lokatą w korpusie oficerów piechoty. W lipcu tego roku został przeniesiony z 86 Pułku Piechoty w Mołodecznie do 24 Pułku Piechoty w Łucku na stanowisko kwatermistrza. W październiku 1931 roku został przeniesiony do Szkoły Podchorążych Piechoty w Ostrowi Mazowieckiej na stanowisko kwatermistrza. W marcu 1932 roku został przesunięty ze stanowiska kwatermistrza na stanowisko dowódcy batalionu. 24 stycznia 1934 roku został mianowany podpułkownikiem ze starszeństwem z 1 stycznia 1934 roku i 19. lokatą w korpusie oficerów piechoty. W kwietniu tego roku został przeniesiony do 3 Pułku Strzelców Podhalańskich w Bielsku na stanowisko zastępcy dowódcy pułku. Od listopada 1938 roku był dowódcą 58 Pułku Piechoty w Poznaniu.
Na czele 58 Pułku Piechoty walczył w kampanii wrześniowej 1939 roku. W czasie bitwy nad Bzurą dostał się do niemieckiej niewoli. Przebywał w oflagach: Hohnstein, Arnswalde i Doessel. Był organizatorem konspiracji obozowej.
Po wojnie osiedlił się z rodziną w Londynie, gdzie spisał i opublikował swoje wojenne wspomnienia.
Po śmierci jego prochy zostały zgodnie z ostatnią wolą złożone na Cmentarzu Parafialnym w rodzinnym Wolsztynie (kwatera 31-1-7).
Z małżeństwa z Zofią Chyłkowską miał troje dzieci: Janusza Józefa (ur. 1924), Andrzeja (ur. 1927) oraz Marię Teresę (ur. 1930).

## Ordery i odznaczenia
- Krzyż Srebrny Orderu Wojskowego Virtuti Militari nr 4729 (3 lutego 1922)[12]
- Krzyż Niepodległości (17 września 1932)[13]
- Krzyż Walecznych (dwukrotnie[14], po raz pierwszy 1921[15])
- Złoty Krzyż Zasługi (11 listopada 1937)[16]
- Srebrny Krzyż Zasługi (24 grudnia 1928)[17][14]
- Medal Pamiątkowy za Wojnę 1918–1921
- Medal Dziesięciolecia Odzyskanej Niepodległości